# Zanobi Carnesecchi di Francesco
Zanobi Carnesecchi di Francesco (Firenze, 1471 – Firenze, XVI secolo) è stato un politico italiano.

## Biografia
Esponente della famiglia dei Carnesecchi, in quanto figlio del mercante Francesco di Berto, Zanobi ebbe ruoli politici di primo piano nella Firenze primocinquecentesca. Infatti, oltre a figurare nel 1497 tra i firmatari la petizione diretta al Papa in favore di Girolamo Savonarola, fu priore della Repubblica nel 1502. È stato segnalato, tuttavia, che la sua azione politica non si rivelò sempre incisiva, a causa della poca esperienza.
Zanobi fu ricompreso fra i 64 «competitori» (candidati) tra cui i cittadini di Firenze scelsero il primo ed ultimo Gonfaloniere a vita Piero Soderini. Nel 1527 fece parte dei dieci componenti della magistratura detta «Libertà e pace», che aveva particolare influenza sulle iniziative di guerra, e le cui decisioni erano considerate da Pietro Giordani più tiranniche che civili.
Nel 1529, inoltre, venne eletto tra i sette cittadini, da alcuni definiti «dittatori», che si occuparono della gestione politica della Repubblica fiorentina, durante l'assedio delle truppe spagnole, iniziato il 14 ottobre 1529. A tal riguardo Benedetto Varchi affermò che i membri di quella ristretta cerchia «furono di pochissimo, anzi di nessun frutto», lamendando come si ostacolassero a vicenda e, in particolare, accusando Carnesecchi di troppa prudenza.
Tuttavia, animato da propositi pacifici, Zanobi avrebbe desiderato salvaguardare la libertà della repubblica con un accordo dignitoso con l'imperatore e con Clemente VII.  Questo intento emerse, nell'ambito delle sedute del consiglio, allorché 15 gonfaloni su 16 votarono per continuare la guerra: infatti, solo il gonfalone Drago di San Giovanni, vicino ai Carnesecchi, votò per l'accordo. Alla caduta della Repubblica fu tra gli uomini meno invisi ai Medici e, al contrario di altri, non solo non subì nessuna persecuzione, ma fu anche chiamato alla riforma dello Stato (arroto alla balia).
Tra i suoi figli si distinse Bartolommeo Carnesecchi detto Baccio (3 ottobre 1501 - 23 maggio 1569), banchiere con gli Strozzi e senatore del Granducato di Toscana  dal 1559 al 1569, anno della sua morte.